# Leave Home
Leave Home ist das zweite Musikalbum der US-amerikanischen Punkband Ramones. Es wurde im Januar 1977 erstmals veröffentlicht und enthält ausschließlich Musikstücke, die bereits vor Erscheinen des 1976er Debütalbums Ramones zum Repertoire der Gruppe gehörten. Der Titel Leave Home (deutsch: „Das Zuhause verlassen“) spielt darauf an, dass die Band zur Zeit der Veröffentlichung des Albums durch intensive Tourneen ihren Bekanntheitsgrad über ihre Heimatstadt New York hinaus hatte steigern können. Leave Home wird von Kritikern und Fans – ebenso wie die übrigen der ersten vier Studioalben – zu den „Klassikern“ im Werk der Ramones gezählt.

## Entstehungsgeschichte
Das Album wurde ab Oktober 1976 unter der Leitung des Produzenten Tony Bongiovi und Tommy Ramone als Co-Produzent im New Yorker Tonstudio Sundragon Studios aufgenommen. Die Aufnahmen dokumentieren einen klanglichen Qualitätssprung gegenüber dem Debütalbum: der Band stand nun ein etwas höheres Studio-Budget – etwa 10.000 US $ – zur Verfügung, so dass größeres Gewicht auf Abmischung und Produktion gelegt werden konnte. Auf Leave Home arbeiteten die Ramones erstmals mit Toningenieur Ed Stasium zusammen, mit dem – als Toningenieur und später auch als Produzent – sie bis zur Auflösung der Band 1996 immer wieder kooperieren sollten. Stasium steuerte Chorgesang zu einigen der Lieder des Albums bei. Alle Stücke auf Leave Home wurden von der Band im Studio live in nur wenigen Anläufen (Takes) eingespielt, auf nachträglich hinzugefügte Aufnahmespuren (Overdubs) wurde fast vollständig verzichtet.

## Die Musikstücke des Albums (Auswahl)
Wie bereits beim ersten Album der Ramones nahm die Band im Tonstudio die Musikstücke auf Leave Home in der Reihenfolge auf, in der die Bandmitglieder sie geschrieben hatten; in derselben Reihenfolge wurden sie auf dem Album veröffentlicht. Ausnahmen sind die Coverversion des Liedes California Sun sowie die ab der zweiten Auflage des Albums anstelle von Carbona Not Glue eingefügten Stücke. Die Hälfte der Lieder auf dem Album beschäftigt sich mit psychischen Störungen (Gimme Gimme Shock Treatment, What’s Your Game), mit Gewalt (Glad To See You Go, You’re Gonna Kill That Girl) sowie mit Themen, die durch Horror- und Kriegsfilme inspiriert sind (Pinhead, Commando, You Should Never Have Opened That Door).

### Glad To See You Go
Das erste Stück auf dem Album, eine Komposition von Dee Dee Ramone, ist dessen Ex-Freundin Connie Gripp gewidmet, mit der der Ramones-Bassist eine längere Beziehung gehabt hatte, die von gemeinsamem Alkohol- und Drogenkonsum sowie von Gewalttätigkeiten zwischen beiden geprägt war. Dee Dee Ramone schrieb das Stück unmittelbar im Anschluss an die Trennung. Im Liedtext fantasiert er davon, seine Partnerin zu erschießen, um „so berühmt zu werden wie [der berüchtigte US-Kriminelle] Charles Manson“. Dee Dee Ramone bemerkte dazu, dass ihn die weitere Beziehung mit dieser Frau womöglich das Leben gekostet hätte. Der gewaltverherrlichende Liedtext gleich am Anfang des Albums hatte zur Folge, dass sich mehrere Radio-DJs in den USA weigerten, Leave Home in ihren Sendungen aufzulegen.

### Pinhead
Auf Leave Home befindet sich erstmals das von Dee Dee Ramone geschriebene Stück Pinhead, dessen Unsinns-Textformel „Gabba Gabba Hey“ zum zweiten „Schlachtruf“ der Band werden sollte – neben dem bereits auf dem Debütalbum eingeführten „Hey Ho, Let’s Go“. Die Phrase „Gabba Gabba Hey“ wurde zu einem zentralen Show-Element aller Ramones-Konzerte; Sänger Joey Ramone hielt bei jeder Live-Aufführung von „Pinhead“ dem Konzertpublikum ein großes Transparent mit diesem Motto entgegen. Das Lied Pinhead ist inspiriert durch den US-amerikanischen Horrorfilm Freaks aus dem Jahr 1932 von Regisseur Tod Browning. Der Filmdialog „Gobble gobble – we accept you, one of us!“ wurde von den Ramones in nur leicht veränderter Form als Intro des Liedes verwendet und inspirierte auch den „Schlachtruf“ der Band.

### Carbona Not Glue
Die Erstauflage von Leave Home enthält ferner den Titel Carbona Not Glue – ein Lied, dessen Text jugendlichen Drogenkonsum (hier die Inhalation von Dämpfen aus Haushalts-Chemikalien) persifliert. Der Liedtext ist inhaltlich eine Fortsetzung dieses von den Ramones erstmals auf deren Debütalbum mit dem Stück Now I Wanna Sniff Some Glue behandelten Themas. Die Musik dieser Komposition des Gitarristen Johnny Ramone ist nach dessen Aussage von einem Album Eddie Cochrans beeinflusst. Mit einer Spieldauer von 1:53 ist Carbona Not Glue nach dem Lied Gimme Gimme Shock Treatment das zweitkürzeste Stück auf dem Album.
Band-Manager Danny Fields hatte dem Lied Carbona Not Glue bereits vor Erscheinen des Albums das größte Potential für einen Charts-Hit bei einer Auskopplung als Single zugeschrieben. Eine Single-Auskopplung wurde jedoch durch markenrechtliche Bedenken verhindert – in den USA ist Carbona der Markenname einer Produktreihe von Reinigungsmitteln für den Haushalt. Auf der LP wurde das Stück auf Betreiben der beauftragten Vertriebsunternehmen (nach Aussage von Johnny Ramone als Reaktion auf die Forderung des Carbona-Herstellers nach Unterlassung) ab der zweiten Auflage des Albums durch die Hit-Single Sheena Is A Punk Rocker (USA, D) beziehungsweise durch das Lied Babysitter (UK) ersetzt. Die Exemplare der in vergleichsweise niedrigen Stückzahlen hergestellten Erstauflage des Albums mit Carbona Not Glue (so beispielsweise nur etwa 5.000 Stück in Großbritannien) wurden in späteren Jahren für Fans zu gesuchten Sammlerstücken, in den USA erschienen mehrere Schwarzpressungen (Bootlegs) des Stücks auf Vinyl und seit den 1990er-Jahren auch auf CD.
Das Lied Carbona Not Glue blieb im Live-Repertoire der Band, erschien aber erst wieder im Jahr 1992 auf einem offiziellen Ramones-Album – als versteckter Titel (Hidden Track) auf der US-CD-Ausgabe des Live-Albums Loco Live. Erst eine Neuauflage von Leave Home durch Rhino Records im Jahre 2001 enthielt – neben weiterem Bonusmaterial – wieder das Lied an dessen ursprünglicher Stelle in der Titelliste (siehe unten).

### California Sun
Diese einzige Coverversion auf dem Album ist eine Komposition aus dem Jahr 1961, für die der Komponist Henry Glover und der Musikverleger Morris Levy das US-Copyright besitzen. Im Jahr 1964 hatte die Surf-Rock-Band The Rivieras mit ihrer Version des Stücks den fünften Platz in den US-Charts Billboard Hot 100 belegt. Die Version der Ramones ist in deutlich höherem Tempo gespielt als die Vorlage. Eine Live-Version von California Sun erschien im Februar 1977 auf der B-Seite der zweiten Ramones-Single in den USA und Großbritannien.

### Commando
Der Titel des Stücks ist inspiriert von einem italienischen Kriegsfilm aus dem Jahr 1962, Marcia o crepa, mit Stewart Granger in der Hauptrolle, der in den USA unter dem Titel Commando gezeigt wurde (in Deutschland als Marschier und krepier). Der Liedtext beschreibt ein Militärkommando und vermischt inhaltliche Bezüge auf den Vietnamkrieg und Ost-Berlin mit einer Parodie auf militärische Disziplin. Als „Regeln“ werden aufgelistet „die Gesetze Deutschlands“, „sei nett zu Mutti“, „sprich nicht mit Kommunisten“ und „iss koschere Salami“. Commando erschien im Mai 1977 zusammen mit dem Lied I Don’t Care auf der B-Seite der Single Sheena Is A Punk Rocker.
Johnny Ramones im Jahr 2012 posthum erschienene Autobiografie trägt den Titel Commando; eine Anspielung darauf, dass der Gitarrist dafür bekannt war, bei den Ramones für die gruppeninterne Disziplin zu sorgen.

## Titelliste
(Wie in der Erstauflage. Alle Titel von den Ramones, wenn nicht anders angegeben)
1. Glad to See You Go – 2:13
2. Gimme Gimme Shock Treatment – 1:43
3. I Remember You – 2:20
4. Oh Oh I Love Her So – 2:05
5. Carbona Not Glue – 1:53
6. Suzy Is a Headbanger – 2:12
7. Pinhead – 2:45
8. Now I Wanna Be a Good Boy – 2:15
9. Swallow My Pride – 2:08
10. What’s Your Game – 2:38
11. California Sun (Henry Glover/Morris Levy) – 2:03
12. Commando – 1:55
13. You’re Gonna Kill That Girl – 2:42
14. You Should Never Have Opened That Door – 1:56

Gesamtlaufzeit 30:48 Minuten (CD-Version)

### Bonustitel der Neuauflage 2001
(Alle Titel Live-Aufnahmen außer Babysitter)
1. Babysitter – 2:44
2. Loudmouth – 2:08
3. Beat on the Brat – 2:36
4. Blitzkrieg Bop – 2:13
5. I Remember You – 2:17
6. Glad to See You Go – 2:03
7. Chain Saw – 1:51
8. 53rd & 3rd – 2:27
9. I Wanna Be Your Boyfriend – 2:22
10. Havana Affair – 1:53
11. Listen to My Heart – 1:47
12. California Sun (Henry Glover/Morris Levy) – 1:58
13. Judy Is a Punk – 1:23
14. I Don’t Wanna Walk Around with You – 1:31
15. Today Your Love, Tomorrow the World – 2:52
16. Now I Wanna Sniff Some Glue – 1:28
17. Let’s Dance (Jim Lee) – 2:06

## Singleauskopplungen
Die auf Singles veröffentlichten Titel des Albums wurden meist mit Stücken kombiniert, die erst mit dem im selben Jahr veröffentlichten Album-Nachfolger Rocket to Russia erstmals auf LP erschienen:
- Februar 1977 – A-Seite: I Remember You, B-Seite: California Sun (Live)/I Don’t Wanna Walk Around with You (Live). Sire 6078 603
- Mai 1977 – A: Sheena Is a Punk Rocker, B: Commando/I Don’t Care. Sire 6078 606 (UK-Charts: Platz 22)
- August 1977 – A: Swallow My Pride B: Pinhead/Let’s Dance (Live). Sire 6078 607

## Chartplatzierungen
| ChartsChartplatzierungen       | Höchstplatzierung | Wochen |
| ------------------------------ | ----------------- | ------ |
| Vereinigte Staaten (Billboard) | 148 (10 Wo.)      | 10     |
| Vereinigtes Königreich (OCC)   | 45 (1 Wo.)        | 1      |

## Wirkungsgeschichte
Nachdem Bono das Album an seinem achtzehnten Geburtstag gehört hatte, wollte er selber Rocksongs schreiben.